# Parhyale multispinosa
Parhyale multispinosa is een vlokreeftensoort uit de familie van de Hyalidae. De wetenschappelijke naam van de soort is voor het eerst geldig gepubliceerd in 1987 door Stock.